# Roger Guérillot
Vous lisez un « bon article » labellisé en 2013.
Roger Guérillot, né le 12 novembre 1904 à Paris et mort le 31 octobre 1971 à Uccle (Belgique), a été un colon français d'Oubangui-Chari impliqué dans le processus d'indépendance de la République centrafricaine, un pays dont il obtient la nationalité en 1961 et pour lequel il a rempli de nombreuses missions diplomatiques.
Guérillot est surtout connu pour avoir élaboré sous le régime de la loi-cadre Defferre (1957-1958) le Comité de salut économique, un projet avorté d'extension des plantations en Oubangui-Chari, présidé par des conceptions conservatrices sous couvert d'intégration du mouvement d'émancipation des colonies. De manière générale, son orientation politique pour le moins controversée semble avoir été guidée par des intérêts strictement personnels.

## Biographie

### De l'hyper colonialiste au mouvement d'émancipation des Africains
Roger Guérillot naît le 12 novembre 1904 dans le XIVe arrondissement de Paris, d’une domestique de 21 ans, Marie Guérillot, employée par une famille du XVIe arrondissement. À la fin de sa vie, Roger Guérillot ajoute deux prénoms à son état-civil, Léon et Charles, et se dit ancien élève de l’École spéciale des travaux publics (ESTP), engagé en 1928 par la société Michelin comme ingénieur dans son service technique à Paris. L’historien Pierre Kalck prétend qu'il occupait chez Michelin un simple poste de mécanicien, dépêché dès 1928 en Afrique-Équatoriale française (AEF) dans le service technique des bateaux à vapeur. En 1935, Guérillot quitte Michelin, s’installe en Oubangui-Chari, travaille pour la Société d’ateliers mécaniques africains puis pour la Société d’exploitation forestière et industrielle (SEFI). En juillet 1940, dans le contexte de l’invasion de la France par les forces de l’Axe, il s’engage dans la France libre. Cet enrôlement lui aurait valu d’être décoré à la Libération, de la médaille de la Résistance et de la médaille commémorative des services volontaires dans la France libre.
En 1944, à la suite du discours de Brazzaville, est amorcée en AEF une libéralisation de la société coloniale. Guérillot s’y oppose. Il refuse l’octroi de droits politiques aux populations africaines. En retour, il adopte une attitude hostile envers l’administration coloniale. Son engagement en politique s’affirme lorsque, recruté par Uniroute une société de transports terrestres, il se tisse un réseau en adhérant à la Chambre de commerce de Bangui et à la loge maçonnique de Bangui. Fort de ces soutiens, il est élu en 1952, conseiller à l’Assemblée territoriale d’Oubangui-Chari par le collège des Européens,. Il obtient, la même année, de ses pairs, un siège de grand conseiller de l’AEF.

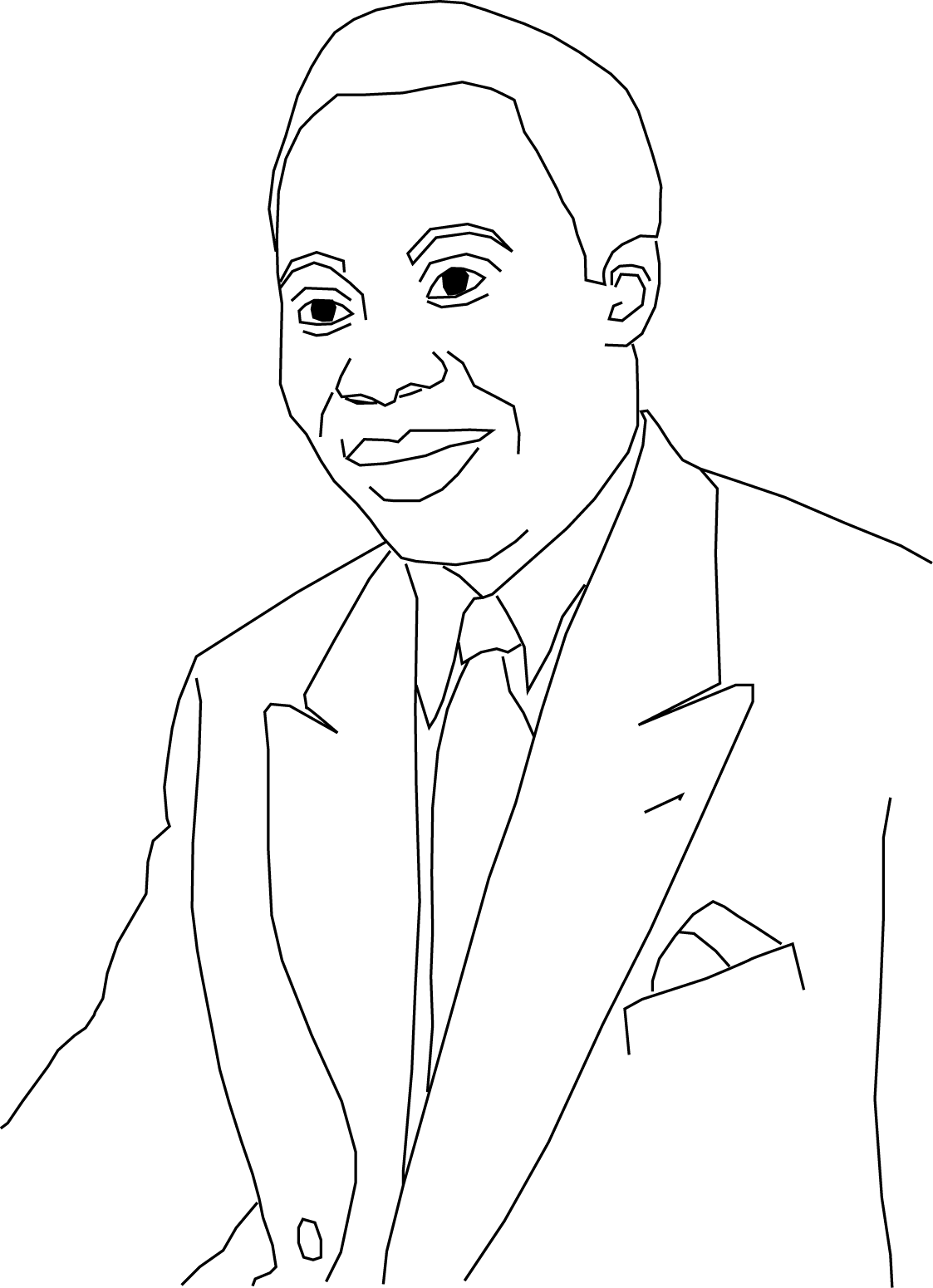
Portrait de Barthélemy Boganda

À l’instar de beaucoup de colons, Guérillot est hostile au député autochtone Barthélemy Boganda. En 1954, il propose au gouverneur du territoire Louis Sanmarco de former des milices antibogandistes. Débouté, il se ravise. Le mouvement d’évolution vers l’autonomie interne du territoire apparaît irréversible. La métropole s’oriente vers la suppression du double collège. En 1955, avec l’aval des Européens de Bangui, il conclut un accord avec Boganda aboutissant à la création de l’Intergroupe libéral oubanguien (ILO), formation politique colorée au sein de laquelle Guérillot occupe le poste de co-vice-président. Guérillot accède ainsi en 1956 à la fois à la vice-présidence de l’Assemblée territoriale d’Oubangui-Chari et à celle du Grand Conseil de l’AEF. La confiance du député Boganda lui est totalement acquise, il se voit nommé trésorier général de son parti le Mouvement d'évolution sociale de l'Afrique noire (MESAN). En 1957, il fait partie des huit Européens élus grâce aux listes MESAN lors des élections territoriales au cours desquelles il est le colistier de Boganda en Lobaye.

### Le ministre blanc d’Oubangui sous la loi-cadre Defferre
Conformément à l’entrée en vigueur de la loi-cadre Defferre de 1956, les élections de 1957 visent à la formation d’un Conseil de gouvernement local. Boganda, bien que grand gagnant de ces élections, refuse d’intégrer le Conseil mais en choisit personnellement la composition. Le 14 mai 1957, Roger Guérillot est sur les six ministres nommés, le seul blanc. Il se voit chargé du super portefeuille des Affaires administratives et économiques, en d’autres termes de l’Intérieur et de l’Économie. Guérillot adopte une attitude paternaliste envers ses collègues ministres africains : il s’occupe de leur installation matérielle, il commande à chacun d’eux une voiture, leur choisit leur résidence, aménage leur bureau. Surtout, il s’impose jusqu'en novembre 1957 comme l’intermédiaire obligé entre les ministres et Boganda, exigeant que toute demande d’audience auprès du leader du MESAN lui soit adressée personnellement. Cette formalité semble avoir été pratiquée à l'insu de Boganda.

#### La promotion spéciale de hauts fonctionnaires africains
Au mois d’octobre 1957, alors que l’Oubangui-Chari est en proie aux revendications sociales des fonctionnaires africains réclamant le nivellement de leur situation avec celle de leurs homologues blancs, Guérillot décide de leur augmentation. Dans l’impossibilité de mettre en œuvre cette promesse, le gouvernement suit alors une autre idée de Guérillot : demander à la métropole le déblocage de 400 millions de francs métropolitains pour créer une « promotion spéciale de hauts fonctionnaires africains », tout en conservant les fonctionnaires européens pour faire le travail. La réponse est négative. Guérillot, de concert avec Boganda, organise en réaction à l’encontre des administrateurs de la France d’outre-mer une campagne de dénigrement.

#### La taxe unique sur les carburants
En décembre 1957, le chef théorique du gouvernement local Abel Goumba présente à l’Assemblée territoriale le projet budgétaire du Conseil des ministres pour l’année 1958 prévoyant une taxation accrue des bénéfices commerciaux non réinvestis en Oubangui-Chari. À la séance du 20 décembre, Roger Guérillot se désolidarise du gouvernement, dénonçant l’« asphyxie » faite à l’économie oubanguienne, suggérant plutôt le remplacement de certains impôts et taxes par une taxation sur les carburants. Ce projet nommé « système de détaxation-surtaxation » s’inspirerait des théories économiques développées par le fondateur du groupe de cosmétiques L'Oréal Eugène Schueller.
Cette idée d’une taxe unique sur les carburants est plus largement étudiée lorsqu'au printemps 1958 Guérillot s’intéresse aux finances nécessaires pour la création en Oubangui-Chari de collectivités rurales. Leur mise en place est évaluée par Guérillot à un coût supplémentaire pour le budget local de l’ordre de 60 à 85 millions de francs CFA. Selon Guérillot, l'Oubangui pouvait espérer bénéficier d’une manne fiscale grâce à l'instauration d'un monopole sur la commercialisation du pétrole au profit d’une compagnie habilitée à collecter la taxe et à la reverser au Trésor public. Pour Guérillot cependant ce système de détaxation-surtaxation pouvait difficilement s’appliquer au seul échelon de l’Oubangui-Chari, aussi le propose-t-il au Grand Conseil de Brazzaville afin d’envisager son application à l’échelle de l’AEF. Le projet est finalement abandonné.

#### Le Comité de salut économique
Roger Guérillot entretient au sein du gouvernement une rivalité avec Abel Goumba. En décembre 1957, il fait saborder le projet de développement axé sur l’éducation proposé en septembre 1957 par Goumba en lançant son propre projet : le Comité de salut économique. Le Comité de Guérillot a pour objectif de mettre en culture de 1958 à 1970, 100 000 hectares supplémentaires de plantations familiales africaines de café, avec à terme la construction de 77 usines pour le traitement des 50 000 tonnes de café attendues en fin de programme. Guérillot estime son projet à 4 milliards de francs CFA, un financement qui au fur et à mesure de l’entrée en production des parcelles aurait été assumé par les planteurs, invités à rembourser pour environ 3,5 milliards de francs d'avances, de frais d’encadrement et d’installation d'usines. Boganda, séduit par ce projet, prend la présidence du Comité de salut économique.
Les techniciens font observer qu’il n’est pas possible de fournir avant longtemps le matériel végétal nécessaire. Dans ces circonstances en attendant, Guérillot souhaite développer l’économie générale par une augmentation du rendement des surfaces cultivées en coton et arachide, afin de démultiplier les recettes fiscales. Pour réaliser ces objectifs, des « contrôleurs » recrutés parmi les chômeurs de Bangui sont engagés afin de « stimuler » les paysans. Des exactions sont commises. Le projet doit faire face à l’hostilité des villageois, des chefs de village et des élus. Pour rémunérer ces « contrôleurs » Guérillot appelle à une « union du capital et du travail » afin d'obtenir des colons des capitaux. Les colons restent sceptiques : l'entreprise semble peu tenir compte des conditions agrologiques, sociologiques et économiques du pays. Le Comité de salut économique doit se contenter du concours limité accordé par les fonds publics métropolitains à qui l'Oubangui-Chari emprunte cent millions de francs CFA en mars 1958.

### Un émissaire de la République centrafricaine

#### La disgrâce auprès de Boganda
Pour de multiples raisons, Roger Guérillot tombe en disgrâce auprès de Boganda. Dès juillet 1958, le portefeuille des Affaires administratives (équivalent de l’Intérieur) lui est retiré au profit de David Dacko. Guérillot conserve toutefois jusqu'en décembre 1958, le ministère des Affaires économiques.
Roger Guérillot en tant que trésorier du parti de Boganda a organisé un service d’ordre pour le MESAN connu sous le sigle SOM. Le SOM se compose d’une soixantaine d’éléments dont de nombreux Européens, payés mensuellement sur la trésorerie du parti. Ils s'entraînent en périphérie de Bangui dans le quartier Mamadou Mbaïki. Parmi leurs responsables se trouve le Tchécoslovaque Otto Sacher, futur directeur de la prison de N'garagba sous les régimes Dacko et Bokassa. Guérillot aurait justifié l’existence du SOM auprès d’Abel Goumba comme un moyen sûr de s’assurer efficacement la protection de chaque ministre et éventuellement, si la IVe République s’enfonce dans une crise profonde, de faciliter l’accession de l’Oubangui-Chari à une République indépendante. Les membres du SOM auraient selon toute vraisemblance officié en tant que « contrôleurs » pour le Comité de salut économique. À la suite de plaintes de membres du SOM pour salaires impayés, un audit de la trésorerie du MESAN révèle qu’outre les caisses du parti vidées, Guérillot aurait été impliqué dans un trafic d’armes.
Roger Guérillot est par ailleurs mis en porte-à-faux depuis que Boganda a eu connaissance de ses manœuvres politiques lors du printemps 1958 pour obtenir le fauteuil métropolitain de sénateur d’Oubangui-Chari dévolu à Hector Riviérez. Profitant de l’absence à Bangui de Boganda, Guérillot a mené une campagne auprès des membres de l’Assemblée territoriale d’Oubangui-Chari et des cadres du MESAN en vue d’obtenir leur soutien,. Ces intrigues ont profondément irrité Boganda.
Abel Goumba, enfin, est convaincu qu’à travers le projet d’instauration d’une taxe unique sur les carburants, Guérillot compte percevoir une commission sur les quantités d’essence livrées.

#### Un diplomate centrafricain délégué à l'Occident
Bien que n'ayant plus la faveur de Boganda, Guérillot n'est pas révoqué de la fonction publique territoriale, il semble avoir été craint par le président du MESAN. Il est éloigné de Bangui en se voyant offrir le poste métropolitain de délégué général adjoint pour l’Oubangui-Chari, sous la tutelle de Philippe Monin, délégué général. Sa mission consiste à prendre contact avec des organisations métropolitaines et européennes pour le compte de l’Oubangui-Chari. Roger Guérillot n’accepte le poste qu’après avoir obtenu que sa solde soit alignée sur son ancien salaire de ministre et que sa nomination soit faite en qualité de délégué général et non de délégué général adjoint.

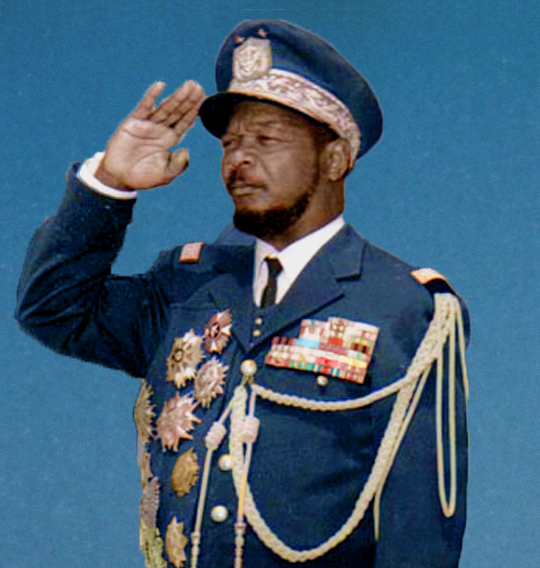
Le général Bokassa

C’est le début pour Roger Guérillot d’une longue carrière diplomatique au service de la République centrafricaine, l’État né de l'Oubangui-Chari le 1er décembre 1958. Cette carrière est débutée à Paris dans la délégation générale où Guérillot en concurrence avec Philippe Monin, obtient sa révocation. Le 1er janvier 1961, Guérillot voit sa mission requalifiée en tant que simple attaché commercial délégué à l’ambassade de Paris, un emploi qu’il occupe jusqu’au 13 février 1962. Entre-temps, par décret du 11 octobre 1961 il obtient la nationalité centrafricaine, une naturalisation qui est sans doute un préalable à sa nomination en février 1962 comme ambassadeur permanent de la République centrafricaine auprès de la Belgique, du Luxembourg et de la Communauté économique européenne. Il cumule ce poste de juillet 1963 à octobre 1965 avec celui d’ambassadeur délégué à la République fédérale allemande. En 1970, ultime consécration, le gouvernement centrafricain le relève de ses missions à Bruxelles pour le nommer ambassadeur à Washington DC.
Roger Guérillot a retrouvé, après la mort de Boganda en mars 1959, une certaine influence sur la scène politique centrafricaine. Il serait un de ceux qui, fin 1959, auraient suggéré à David Dacko le successeur de Boganda, l’idée de confier au capitaine Jean-Bedel Bokassa le soin de mettre en place la nouvelle armée nationale. Guérillot s’entend bien avec Bokassa. Le journaliste Pierre Péan rapporte que Guérillot aurait joué un rôle déterminant dans la fascination de Bokassa pour Napoléon Bonaparte. Le 31 octobre 1971, Roger Guérillot décède d’une crise cardiaque dans une clinique de Uccle dans la banlieue de Bruxelles. Le général Bokassa lui organise des obsèques officielles à Bangui où il est inhumé et où désormais une rue porte son nom.

## Analyse et impact
Roger Guérillot relève de cette catégorie de colons européens qui, par opportunisme ou par conviction, ont soutenu lors du processus d’émancipation des colonies des dirigeants politiques africains. Ces derniers, une fois à la tête des gouvernements locaux autochtones nouvellement créés, les ont parfois appelés à des charges ministérielles. Dans les colonies françaises, on observe ce phénomène aussi bien en Afrique-Occidentale française (AOF), à Madagascar qu’en Afrique-Équatoriale française (AEF). En AOF, l’ancien député métropolitain de la IIIe République, Georges Monnet, proche de Félix Houphouët-Boigny, devient en Côte d'Ivoire ministre de l’Agriculture de 1959 à 1961. À Madagascar, l’instituteur Eugène Lechat, partisan de Philibert Tsiranana, se voit confier sans discontinuité de 1959 jusqu’au Mai malgache de 1972 le ministère des Travaux publics.
En AEF, Roger Guérillot promeut dans les différents territoires le modèle de l’Intergroupe libéral oubanguien (ILO) avec en vue l’avènement d’un Intergroupe libéral aéfien. Concrètement, seul le Moyen-Congo, à la suite de la prise de contact en 1956 de Guérillot avec le tribun local autochtone Fulbert Youlou, suit cette voie. Le 15 octobre 1956, l'Intergroupe libéral du Moyen-Congo est constitué à partir de l’Union démocratique de défense des intérêts africains (UDDIA) de Fulbert Youlou et de l’Union du Moyen-Congo (UMC) du colon Christian Jayle, ancien directeur de cabinet à l’époque de Vichy. Ce rapprochement permet en février 1959 à Christian Jayle d’obtenir de Youlou le poste de secrétaire d’État à l’Information, portefeuille qu’il occupe jusqu'en avril 1960.